# Pascal Bourcy
Pour les articles homonymes, voir Bourcy.
Pascal Bourcy, né le 1er octobre 1829 à Néré (Charente-Inférieure) et mort le 5 mai 1909 à Saint-Jean-d'Angély (Charente-Inférieure), est un homme politique français.

## Biographie
Médecin, il est maire de Saint-Jean-d'Angély de 1876 à 1879 et de 1896 à 1898 et conseiller général du canton de Saint-Jean-d'Angély en 1889. Il est député de la Charente-Maritime de 1893 à 1898, siégeant sur les bancs républicains.

## Sources
- « Pascal Bourcy », dans le Dictionnaire des parlementaires français (1889-1940), sous la direction de Jean Jolly, PUF, 1960 [détail de l’édition]